# José María Luluaga
José María Luluaga Altuna, futbolista español (Lizarza, Guipúzcoa, 16 de abril de 1962)
Su carrera deportiva ha estado siempre ligada al Eibar en sus mejores momentos de la historia del club. Después de varias décadas hundido el equipo en Tercera División. Luluaga vivió los ascensos a Segunda división B y Segunda división y un brillante comienzo de temporada en la categoría de plata.
Posteriormente fueron años duros, con el descenso siempre cerca, pero consiguió dejar el equipo en Segunda.
Con motivo de los actos de celebración del 50 aniversario del club, el equipo se enfrentó en partido amistoso al Ajax de Ámsterdam, el resultado fue de 1-1, gol de Luluaga de penalti.
Ha jugado más de 200 partidos en segunda división y sólo ha recibido una tarjeta roja.
Ha trabajado de comercial en una empresa.
En 2004 fue entrenador del equipo Tolosa CF ascendiendo al equipo a Tercera. En 2008 vuelve a coger las riendas del equipo.